# Seznam haitijskih nogometašev
Seznam haitijskih nogometašev.

## B
- Alexandre Boucicaut

## G
- Joe Gaetjens

## M
- Jean-Eudes Maurice

## P
- Jean Philippe Peguero
- Jean Jacques Pierre

## S
- Emmanuel Sanon

## V
- Sebastien Vorbe